# Памятник К. Д. Глинке
Памятник К. Д. Глинке — памятник в Воронеже учёному-геологу и почвоведу Константину Дмитриевичу Глинке (1867—1927), академику АН СССР. Единственный памятник учёному в Воронеже.

## Описание
Памятник представляет собой бюст учёного из листовой бронзы на сложной формы каменном постаменте. Автор проекта воронежский скульптор Ф. К. Сушков.

## История
Установлен в парке имени К. Д. Глинки у Воронежского государственного аграрного университета (ВГАУ). К. Д. Глинка был первым ректором первого губернского вуза — Воронежского сельскохозяйственного института, основанного в 1912 году, который с 1967 по 1991 годы носил его имя. Дендропарк был заложен ещё при возведении первых зданий института во времена ректорства Глинки. Он сам выбрал место для возведения институтских зданий на тогдашней окраине города и возглавил строительные работы и организацию института.
Открыт в 1990 году.